# Bactrocera recurrens
Bactrocera recurrens är en tvåvingeart som först beskrevs av Erich Martin Hering 1941.  Bactrocera recurrens ingår i släktet Bactrocera och familjen borrflugor. Inga underarter finns listade.